# Devětsil
Devětsil è un gruppo ceco di artisti d'avanguardia.
Come nome comune la parola indica il farfaraccio, il primo fiore che sboccia in primavera, metafora dell'intento innovatore del movimento. Il nome ceco del questo fiore significa "nove forze" e fu eletto perché il gruppo aveva nove affiliati.  Fondato nel 1920 a Praga, dal 1923 ebbe una succursale a Brno.
Gli artisti del Devětsil si orientarono inizialmente verso l'arte proletaria, scoprirono poi il realismo magico e sfociarono nel poetismo.
I padri fondatori furono il Premio Nobel Jaroslav Seifert, il critico Karel Teige e il poeta Vítězslav Nezval, cui si unirono le voci di Konstantin Biebl, František Halas, Jindřich Hořejší e Jiří Wolker.
Dopo alcuni anni di fervida attività, sono del 1922 gli almanacchi fondamentali Devětsil e Vita, il Devětsil si spense a Brno nel 1927 e a Praga nel 1930.
Del gruppo e dei suoi aderenti Seifert rievocherà incontri, situazioni e luoghi di attività in Tutte le bellezze del mondo.
| Controllo di autorità | VIAF (EN) 147654254 · ISNI (EN) 0000 0001 0670 8016 · ULAN (EN) 500125065 · LCCN (EN) n82124066 |